# Leichtathletik-Länderkampf der Männer 1986 Italien – BR Deutschland / BR Deutschland – Ungarn
| 11./12. Leichtathletik-Länderkampf mit bundesdeutscher Beteiligung 1986 | 11./12. Leichtathletik-Länderkampf mit bundesdeutscher Beteiligung 1986 |
| ----------------------------------------------------------------------- | ----------------------------------------------------------------------- |
|                                                                         |                                                                         |
| Ländervergleich der Männer: Italien – BR Deutschland – Ungarn           |                                                                         |
| Austragungsort                                                          | Mailand                                                                 |
| Wettbewerbe                                                             | 21                                                                      |
| Datum                                                                   | 19./20. Juni                                                            |
| 1. FRG 2. ITA                                                           | 115 Punkte 106 Punkte                                                   |
| 1. FRG 2. HUN                                                           | 133 Punkte 087 Punkte                                                   |
| Chronik                                                                 |                                                                         |
| ← ITA-FRG/FRG-HUN (F)                                                   | FRG-FRA-NLD-SUI Str'lauf (M) →                                          |

Die Vergleiche elf und zwölf des Länderkampfjahres 1986 wurden parallel zur Veranstaltung der Frauen mit ihren Länderkämpfen in Verona ausgetragen. Die bundesdeutschen Männer traten dazu an zwei Tagen, dem 19. und 20. Juni, zu Begegnungen mit Italien und Ungarn in Mailand an. Das Event wurde wie bei den Frauen mit drei Nationen in getrennter Wertung unter jeweils zwei Ländern durchgeführt.
Italien war schon sehr häufig Gegner einer deutschen Männermannschaft gewesen, zuletzt hatte es 1983 eine Begegnung unter Beteiligung von Polen in getrennter Wertung gegeben, die Deutschland für sich entschieden hatte. Mit einer Ausnahme hatten die deutschen Teams auch alle anderen vorangegangenen Treffen für sich verbucht. Nur 1984 hatte sich eine bundesdeutsche B-Mannschaft den Italienern geschlagen geben müssen.
Ungarn war zum neunten Mal Gegner der Bundesrepublik in einem allgemeinen Leichtathletikländerkampf. Sieben Mal war die Bundesrepublik Deutschland zuvor siegreich gewesen. Nur 1984 hatte es mit Platz drei hinter Bulgarien und Ungarn eine Niederlage einer B-Mannschaft gegeben.

## Modus
Auf dem Programm stand neben den bei Männerländerkämpfen üblichen zwanzig Disziplinen ein Gehwettbewerb auf der Bahn über 10.000 Meter, sodass insgesamt 21 Wettbewerbe stattfanden. Die beiden Bahnlangstreckenläufe über 5000 und 10.000 Meter würden in voller Länge und nicht wie in zahlreichen anderen Vergleichen verkürzt ausgetragen. Aus dem olympischen Wettbewerbskatalog fehlten nur der 10.000-Meter-Lauf, der Marathonlauf, die beiden Gehdisziplinen sowie der Zehnkampf. In beiden Länderkämpfen starteten zwei Teilnehmer je Wettbewerb und Land. Gewertet wurde nach dem Standardsystem.

## Ergebnis
Der Ausgang des Aufeinandertreffens mit Italien war nicht ganz so eng wie in der Begegnung der Frauen. In den Einzelläufen erzielte die Bundesrepublik sechs Siege, Italien vier. Italien kam dabei zu drei Doppelerfolgen, die Bundesrepublik zu vier. Beide Staffeln gingen an die Bundesrepublik. Das Bahngehen entschieden die Italiener per Doppelerfolg für sich. Im Bereich Sprung siegten die italienischen Athleten dreimal, die bundesdeutschen einmal. In der Kategorie Wurf/Stoß gab es für beide Teams je zwei Disziplingewinne, für Deutschland mit zwei Doppelerfolgen, während Italien hier ohne Doppelerfolg blieb. In der Gesamtwertung lagen die bundesdeutschen Sportler am Ende mit 115 zu 106 Punkten vorn.
Gegen Ungarn war die Bundesrepublik Deutschland wie im Aufeinandertreffen der Frauen klar überlegen. Acht Einzellauferfolge erzielten die bundesdeutschen Vertreter, die Ungarn zwei. Die Staffelgewinne teilten sich die beiden Teams. Im Bahngehen waren die Ungarn mit einem Doppelerfolg auch im Männervergleich stärker als die bundesdeutschen Athleten. In den Sprungwettbewerben lag Deutschland dreimal vorn, Ungarn einmal. In der Kategorie Wurf/Stoß gewannen die bundesdeutschen Werfer alle vier Disziplinen. Mit 133 zu 87 Punkten ging die Länderkampfwertung sehr eindeutig an die Bundesrepublik Deutschland.

## Legende
Kurze Übersicht zur Bedeutung der Symbolik – so üblicherweise auch in sonstigen Veröffentlichungen verwendet:
| DNF   | nicht im Ziel (did not finish) |
| k. A. | keine Angabe                   |

## Einzelresultate

### 100 m
| Platz | Athlet               | Land | Zeit (s) | Länderkampfwertung | Länderkampfwertung |
| ----- | -------------------- | ---- | -------- | ------------------ | ------------------ |
| 1     | Attila Kovács        | HUN  | 10,35    | 1. FRG 2. ITA      | 8 P 3 P            |
| 2     | Christian Haas       | FRG  | 10,45    | 1. FRG 2. ITA      | 8 P 3 P            |
| 3     | Volker Westhagemann  | FRG  | 10,51    | 1. FRG 2. ITA      | 8 P 3 P            |
| 4     | Pierfrancesco Pavoni | ITA  | 10,58    | 1. HUN 2. FRG      | 6 P 5 P            |
| 5     | István Tatár         | HUN  | 10,65    | 1. HUN 2. FRG      | 6 P 5 P            |
| 6     | Antonio Ullo         | ITA  | 10,66    | 1. HUN 2. FRG      | 6 P 5 P            |

Datum: 19. Juni
Wind: +0,51 m/s

### 200 m
| Platz | Athlet               | Land | Zeit (s) | Länderkampfwertung | Länderkampfwertung |
| ----- | -------------------- | ---- | -------- | ------------------ | ------------------ |
| 1     | Ralf Lübke           | FRG  | 20,88    | 1. FRG 2. ITA      | 8 P 3 P            |
| 2     | Norbert Dobeleit     | FRG  | 21,02    | 1. FRG 2. ITA      | 8 P 3 P            |
| 3     | Pierfrancesco Pavoni | ITA  | 21,30    | 1. FRG 2. ITA      | 8 P 3 P            |
| 4     | Giovanni Bongiorni   | ITA  | 21,48    | 1. FRG 2. HUN      | 8 P 3 P            |
| 5     | László Karaffa       | HUN  | 21,40    | 1. FRG 2. HUN      | 8 P 3 P            |
| 6     | István Tatár         | HUN  | 21,77    | 1. FRG 2. HUN      | 8 P 3 P            |

Datum: 20. Juni
Wind: +0,85 m/s

### 400 m
| Platz | Athlet           | Land | Zeit (s) | Länderkampfwertung | Länderkampfwertung |
| ----- | ---------------- | ---- | -------- | ------------------ | ------------------ |
| 1     | Erwin Skamrahl   | FRG  | 45,98    | 1. FRG 2. ITA      | 8 P 3 P            |
| 2     | Hartmut Weber    | FRG  | 46,29    | 1. FRG 2. ITA      | 8 P 3 P            |
| 3     | Gusztáv Menczer  | HUN  | 46,53    | 1. FRG 2. ITA      | 8 P 3 P            |
| 4     | Gábor Szabó      | HUN  | 47,31    | 1. FRG 2. HUN      | 8 P 3 P            |
| 5     | Roberto Tozzi    | ITA  | 47,81    | 1. FRG 2. HUN      | 8 P 3 P            |
| 6     | Danilo Bertaggia | ITA  | 47,82    | 1. FRG 2. HUN      | 8 P 3 P            |

Datum: 19. Juni

### 800 m
| Platz | Athlet           | Land | Zeit (min) | Länderkampfwertung | Länderkampfwertung |
| ----- | ---------------- | ---- | ---------- | ------------------ | ------------------ |
| 1     | Peter Braun      | FRG  | 1:46,41    | 1. FRG 2. ITA      | 7 P 4 P            |
| 2     | Alberto Barsotti | ITA  | 1:47,01    | 1. FRG 2. ITA      | 7 P 4 P            |
| 3     | Matthias Assmann | FRG  | 1:47,19    | 1. FRG 2. ITA      | 7 P 4 P            |
| 4     | István Szalai    | HUN  | 1:47,68    | 1. FRG 2. HUN      | 8 P 3 P            |
| 5     | Andra Percczai   | HUN  | 1:47,93    | 1. FRG 2. HUN      | 8 P 3 P            |
| 6     | Giovanni Rottura | ITA  | 1:51,19    | 1. FRG 2. HUN      | 8 P 3 P            |

Datum: 19. Juni

### 1500 m
| Platz | Athlet                  | Land | Zeit (min) | Länderkampfwertung | Länderkampfwertung |
| ----- | ----------------------- | ---- | ---------- | ------------------ | ------------------ |
| 1     | Stefano Mei             | ITA  | 3:37,43    | 1. ITA 2. FRG      | 8 P 3 P            |
| 2     | Alessandro Lambruschini | ITA  | 3:37,64    | 1. ITA 2. FRG      | 8 P 3 P            |
| 3     | Jürgen Grothe           | FRG  | 3:39,72    | 1. ITA 2. FRG      | 8 P 3 P            |
| 4     | István Knipl            | HUN  | 3:40,43    | 1. FRG 2. HUN      | 6 P 5 P            |
| 5     | László Totlajos         | HUN  | 3:42,84    | 1. FRG 2. HUN      | 6 P 5 P            |
| 6     | Thomas Wessinghage      | FRG  | 4:01,53    | 1. FRG 2. HUN      | 6 P 5 P            |

Datum: 20. Juni

### 5000 m
| Platz | Athlet            | Land | Zeit (min) | Länderkampfwertung | Länderkampfwertung |
| ----- | ----------------- | ---- | ---------- | ------------------ | ------------------ |
| 1     | Alberto Cova      | ITA  | 13:38,48   | 1. ITA 2. FRG      | 7 P 4 P            |
| 2     | Christoph Herle   | FRG  | 13:39,26   | 1. ITA 2. FRG      | 7 P 4 P            |
| 3     | Gábor Szabó       | HUN  | 13:40,68   | 1. ITA 2. FRG      | 7 P 4 P            |
| 4     | Francesco Panetta | ITA  | 13:41,42   | 1. FRG 2. HUN      | 6 P 5 P            |
| 5     | Attila Sulyok     | HUN  | k. A.      | 1. FRG 2. HUN      | 6 P 5 P            |
| 6     | Dieter Baumann    | FRG  | 14:22,35   | 1. FRG 2. HUN      | 6 P 5 P            |

Datum: 20. Juni

### 10.000 m
| Platz | Athlet               | Land | Zeit (min) | Länderkampfwertung | Länderkampfwertung |
| ----- | -------------------- | ---- | ---------- | ------------------ | ------------------ |
| 1     | Salvatore Nicosia    | ITA  | 29:21,86   | 1. ITA 2. FRG      | 8 P 3 P            |
| 2     | Salvatore Antibo     | ITA  | 29:21,86   | 1. ITA 2. FRG      | 8 P 3 P            |
| 3     | Hans-Jürgen Orthmann | FRG  | 29:48,66   | 1. ITA 2. FRG      | 8 P 3 P            |
| 4     | Zoltán Kadlót        | HUN  | 29:54,88   | 1. FRG 2. HUN      | 7 P 4 P            |
| 5     | Konrad Dobler        | FRG  | 30:24,82   | 1. FRG 2. HUN      | 7 P 4 P            |
| 6     | Tibor Fekete         | HUN  | 32:22,17   | 1. FRG 2. HUN      | 7 P 4 P            |

Datum: 19. Juni

### 110 m Hürden
| Platz | Athlet             | Land | Zeit (s) | Länderkampfwertung | Länderkampfwertung |
| ----- | ------------------ | ---- | -------- | ------------------ | ------------------ |
| 1     | György Bakos       | HUN  | 13,79    | 1. ITA 2. FRG      | 8 P 3 P            |
| 2     | Daniele Fontecchio | ITA  | 13,84    | 1. ITA 2. FRG      | 8 P 3 P            |
| 3     | Luigi Bertocchi    | ITA  | 13,85    | 1. ITA 2. FRG      | 8 P 3 P            |
| 4     | Béla Bodó          | HUN  | 14,00    | 1. HUN 2. FRG      | 8 P 3 P            |
| 5     | Heiko Buss         | FRG  | 14,06    | 1. HUN 2. FRG      | 8 P 3 P            |
| 6     | Michael Radzey     | FRG  | 14,11    | 1. HUN 2. FRG      | 8 P 3 P            |

Datum: 19. Juni
Wind: +0,55 m/s

### 400 m Hürden
| Platz | Athlet             | Land | Zeit (s) | Länderkampfwertung | Länderkampfwertung |
| ----- | ------------------ | ---- | -------- | ------------------ | ------------------ |
| 1     | Harald Schmid      | FRG  | 49,36    | 1. FRG 2. ITA      | 8 P 3 P            |
| 2     | Peter Scholz       | FRG  | 49,97    | 1. FRG 2. ITA      | 8 P 3 P            |
| 3     | István Simon Balla | HUN  | 50,38    | 1. FRG 2. ITA      | 8 P 3 P            |
| 4     | Luca Cosi          | ITA  | 50,96    | 1. FRG 2. HUN      | 8 P 3 P            |
| 5     | Attila Spiriev     | HUN  | 51,17    | 1. FRG 2. HUN      | 8 P 3 P            |
| 6     | Angelo Locci       | ITA  | 51,61    | 1. FRG 2. HUN      | 8 P 3 P            |

Datum: 20. Juni

### 3000 m Hindernis
| Platz | Athlet            | Land | Zeit (min) | Länderkampfwertung | Länderkampfwertung |
| ----- | ----------------- | ---- | ---------- | ------------------ | ------------------ |
| 1     | Rainer Schwarz    | FRG  | 8:29,11    | 1. FRG 2. ITA      | 6 P 5 P            |
| 2     | Luciano Carchesio | ITA  | 8:29,14    | 1. FRG 2. ITA      | 6 P 5 P            |
| 3     | Franco Boffi      | ITA  | 8:33,98    | 1. FRG 2. ITA      | 6 P 5 P            |
| 4     | Guyla Balogh      | HUN  | 8:41,24    | 1. FRG 2. FRG      | 7 P 3 P            |
| 5     | Engelbert Franz   | FRG  | 8:48,55    | 1. FRG 2. FRG      | 7 P 3 P            |
| DNF   | Béla Vágó         | HUN  |            | 1. FRG 2. FRG      | 7 P 3 P            |

Datum: 20. Juni

### 4 × 100 m Staffel
| Platz | Besetzung | Land                                                                   | Zeit (s) | Länderkampfwertung | Länderkampfwertung |
| ----- | --------- | ---------------------------------------------------------------------- | -------- | ------------------ | ------------------ |
| 1     | Ungarn    | László Karaffa István Nagy István Tatár Attila Kovács                  | 39,28    | 1. FRG 2. ITA      | 5 P 0 P            |
| 2     | FRG       | Christian Haas Norbert Dobeleit Fritz Heer Volker Westhagemann         | 39,38    | 1. HUN 2. FRG      | 5 P 2 P            |
| DNF   | Italien   | Antonio Ullo Giovanni Bongiorni Michele Lazzazera Pierfrancesco Pavoni |          | 1. HUN 2. FRG      | 5 P 2 P            |

Datum: 19. Juni

### 4 × 400 m Staffel
| Platz | Besetzung | Land                                                                  | Zeit (min) | Länderkampfwertung | Länderkampfwertung |
| ----- | --------- | --------------------------------------------------------------------- | ---------- | ------------------ | ------------------ |
| 1     | FRG       | Hartmut Weber Jörg Vaihinger Klaus Just Erwin Skamrahl                | 3:04,70    | 1. FRG 2. ITA      | 5 P 2 P            |
| 2     | Ungarn    | Gusztáv Menczer István Takács Martina Zsolt Szabó                     | 3:05,19    | 1. FRG 2. HUN      | 5 P 2 P            |
| 3     | Italien   | Roberto Tozzi Giovanni Bongiorni lberto Barsotti Pierfrancesco Pavoni | 3:08,54    | 1. FRG 2. HUN      | 5 P 2 P            |

Datum: 20. Juni

### 10.000 m Bahngehen
| Platz | Athlet            | Land | Zeit (min) | Länderkampfwertung | Länderkampfwertung |
| ----- | ----------------- | ---- | ---------- | ------------------ | ------------------ |
| 1     | Maurizio Damilano | ITA  | 40:49,72   | 1. ITA 2. FRG      | 8 P 3 P            |
| 2     | Carlo Mattioli    | ITA  | 40:50,09   | 1. ITA 2. FRG      | 8 P 3 P            |
| 3     | Sándor Urbanik    | HUN  | 41:55,60   | 1. ITA 2. FRG      | 8 P 3 P            |
| 4     | János Szálas      | HUN  | 43:54,25   | 1. HUN 2. FRG      | 8 P 3 P            |
| 5     | Franz-Josef Weber | FRG  | 43:40,09   | 1. HUN 2. FRG      | 8 P 3 P            |
| 6     | Alfons Schwarz    | FRG  | 45:35,27   | 1. HUN 2. FRG      | 8 P 3 P            |

### Hochsprung
| Platz | Athlet            | Land | Höhe (m) | Länderkampfwertung | Länderkampfwertung |
| ----- | ----------------- | ---- | -------- | ------------------ | ------------------ |
| 1     | Gianni Davito     | ITA  | 2,24     | 1. ITA 2. FRG      | 6 P 5 P            |
| 2     | Dietmar Mögenburg | FRG  | 2,18     | 1. ITA 2. FRG      | 6 P 5 P            |
| 3     | Carlo Thränhardt  | FRG  | 2,15     | 1. ITA 2. FRG      | 6 P 5 P            |
| 4     | Daniele Pagani    | ITA  | 2,15     | 1. FRG 2. HUN      | 8 P 3 P            |
| 5     | Gyula Németh      | HUN  | 2,10     | 1. FRG 2. HUN      | 8 P 3 P            |
| 6     | Károly Raus       | HUN  | 2,10     | 1. FRG 2. HUN      | 8 P 3 P            |

Datum: 20. Juni

### Stabhochsprung
| Platz | Athlet         | Land | Höhe (m) | Länderkampfwertung | Länderkampfwertung |
| ----- | -------------- | ---- | -------- | ------------------ | ------------------ |
| 1     | István Bagyula | HUN  | 5,50     | 1. FRG 2. ITA      | 7 P 4 P            |
| 2     | Jürgen Winkler | FRG  | 5,30     | 1. FRG 2. ITA      | 7 P 4 P            |
| 3     | Gábor Molnár   | HUN  | 5,30     | 1. FRG 2. ITA      | 7 P 4 P            |
| 4     | Gianni Stecchi | ITA  | 5,30     | 1. HUN 2. FRG      | 7 P 4 P            |
| 5     | Peter Volmer   | FRG  | 5,20     | 1. HUN 2. FRG      | 7 P 4 P            |
| 6     | Marco Andreini | ITA  | 5,00     | 1. HUN 2. FRG      | 7 P 4 P            |

Datum: 19. Juni

### Weitsprung
| Platz | Athlet               | Land | Weite (m) | Länderkampfwertung | Länderkampfwertung |
| ----- | -------------------- | ---- | --------- | ------------------ | ------------------ |
| 1     | Giovanni Evangelisti | ITA  | 7,97      | 1. ITA 2. FRG      | 8 P 3 P            |
| 2     | Fabrizio Secchi      | ITA  | 7,89      | 1. ITA 2. FRG      | 8 P 3 P            |
| 3     | Michael Becker       | FRG  | 7,65      | 1. ITA 2. FRG      | 8 P 3 P            |
| 4     | Christian Thomas     | FRG  | 7,53      | 1. FRG 2. HUN      | 8 P 3 P            |
| 5     | Gyula Pálóczi        | HUN  | 7,51      | 1. FRG 2. HUN      | 8 P 3 P            |
| 6     | Gyula Novák          | HUN  | 7,39      | 1. FRG 2. HUN      | 8 P 3 P            |

Datum: 19. Juni

### Dreisprung
| Platz | Athlet           | Land | Weite (m) | Länderkampfwertung | Länderkampfwertung |
| ----- | ---------------- | ---- | --------- | ------------------ | ------------------ |
| 1     | Dario Badinelli  | ITA  | 16,86     | 1. ITA 2. FRG      | 8 P 3 P            |
| 2     | Paolo Challancin | ITA  | 16,32     | 1. ITA 2. FRG      | 8 P 3 P            |
| 3     | Ralf Jaros       | FRG  | 16,29     | 1. ITA 2. FRG      | 8 P 3 P            |
| 4     | Wolfgang Zinser  | FRG  | 16,23     | 1. FRG 2. HUN      | 8 P 3 P            |
| 5     | Gabor Simon      | HUN  | 15,93     | 1. FRG 2. HUN      | 8 P 3 P            |
| 6     | Gyula Novák      | HUN  | 15,87     | 1. FRG 2. HUN      | 8 P 3 P            |

Datum: 20. Juni

### Kugelstoßen
| Platz | Athlet            | Land | Weite (m) | Länderkampfwertung | Länderkampfwertung |
| ----- | ----------------- | ---- | --------- | ------------------ | ------------------ |
| 1     | Alessandro Andrei | ITA  | 20,73     | 1. ITA 2. FRG      | 6 P 5 P            |
| 2     | Karsten Stolz     | FRG  | 19,31     | 1. ITA 2. FRG      | 6 P 5 P            |
| 3     | László Szabo      | HUN  | 18,81     | 1. ITA 2. FRG      | 6 P 5 P            |
| 4     | Lajos Rainitzer   | HUN  | 18,32     | 1. FRG 2. HUN      | 6 P 5 P            |
| 5     | Peter Kassubek    | FRG  | 18,09     | 1. FRG 2. HUN      | 6 P 5 P            |
| 6     | Fernando Baroni   | ITA  | 17,97     | 1. FRG 2. HUN      | 6 P 5 P            |

Datum: 19. Juni

### Diskuswurf
| Platz | Athlet             | Land | Weite (m) | Länderkampfwertung | Länderkampfwertung |
| ----- | ------------------ | ---- | --------- | ------------------ | ------------------ |
| 1     | Marco Martino      | ITA  | 63,38     | 1. ITA 2. FRG      | 6 P 5 P            |
| 2     | Alois Hannecker    | FRG  | 63,34     | 1. ITA 2. FRG      | 6 P 5 P            |
| 3     | Rolf Danneberg     | FRG  | 62,18     | 1. ITA 2. FRG      | 6 P 5 P            |
| 4     | Czasa Hollo        | HUN  | 59,50     | 1. FRG 2. HUN      | 8 P 3 P            |
| 5     | Antonio Roccabella | ITA  | 59,12     | 1. FRG 2. HUN      | 8 P 3 P            |
| 6     | Ferenc Tégla       | HUN  | 57,76     | 1. FRG 2. HUN      | 8 P 3 P            |

Datum: 20. Juni

### Hammerwurf
| Platz | Athlet           | Land | Weite (m) | Länderkampfwertung | Länderkampfwertung |
| ----- | ---------------- | ---- | --------- | ------------------ | ------------------ |
| 1     | Klaus Ploghaus   | FRG  | 78,98     | 1. FRG 2. ITA      | 8 P 3 P            |
| 2     | Jörg Schaefer    | FRG  | 78,86     | 1. FRG 2. ITA      | 8 P 3 P            |
| 3     | Giuliano Zanello | ITA  | 74,64     | 1. FRG 2. ITA      | 8 P 3 P            |
| 4     | Imre Szitás      | HUN  | 72,52     | 1. FRG 2. HUN      | 8 P 3 P            |
| 5     | Lucio Serrani    | ITA  | 72,42     | 1. FRG 2. HUN      | 8 P 3 P            |
| 6     | Tibor Gécsek     | HUN  | 71,60     | 1. FRG 2. HUN      | 8 P 3 P            |

Datum: 20. Juni

### Speerwurf
| Platz | Athlet           | Land | Weite (m) | Länderkampfwertung | Länderkampfwertung |
| ----- | ---------------- | ---- | --------- | ------------------ | ------------------ |
| 1     | Klaus Tafelmeier | FRG  | 81,10     | 1. FRG 2. ITA      | 8 P 3 P            |
| 2     | Ferenc Paragi    | HUN  | 77,12     | 1. FRG 2. ITA      | 8 P 3 P            |
| 3     | Wolfram Gambke   | FRG  | 76,96     | 1. FRG 2. ITA      | 8 P 3 P            |
| 4     | Agostino Ghesini | ITA  | 72,72     | 1. FRG 2. HUN      | 7 P 4 P            |
| 5     | Fabio De Gaspari | ITA  | 72,66     | 1. FRG 2. HUN      | 7 P 4 P            |
| 6     | László Stefan    | HUN  | 70,60     | 1. FRG 2. HUN      | 7 P 4 P            |

Datum: 19. Juni